# Isabelle Graesslé
Isabelle Graesslé, née le 23 février 1959 à Strasbourg, est une théologienne et féministe française, directrice du Musée international de la Réforme (MIR) de 2004 à 2016. Elle est élue en septembre 2001 modératrice de la compagnie des pasteurs et diacres de l’Église protestante de Genève et devient ainsi la première femme à exercer cette fonction depuis sa création par Jean Calvin en 1541. Elle est pasteure dans le canton de Vaud depuis 2018.

## Biographie
Après son baccalauréat, Isabelle Graesslé continue en classes préparatoires littéraires. Elle est titulaire d'une licence en théologie de la faculté de théologie protestante de l'université de Genève et d'une maîtrise de lettres classiques de l'Université de Strasbourg. Elle obtient ensuite un Master of Divinity aux États-Unis, au United Theological Seminary (en) de Dayton (Ohio). Elle revient étudier la philologie et la théologie à l'Université de Strasbourg. Sa thèse de doctorat soutenue en 1988 à la faculté de théologie protestante de Strasbourg sous la direction de Gilbert Vincent, porte sur les Éléments pour une rhétorique de la prédication. Lectures d'Athanase Coquerel. Elle obtient son habilitation de Privat-docent en 2004 à l'Université de Berne avec une thèse sur une Théologie du passage.
En 1987, elle devient pasteure à mi-temps de l'Aumônerie protestante de l'Université de Genève et directrice du Centre protestant d'études. De 1995 à 2002, elle donne un enseignement dans le cadre du DEA en Études Genre à l'Université de Genève et à celle de Lausanne,.
Elle devient vice-présidente en 1998, puis est élue modératrice, en août 2001, de la Compagnie des pasteurs et des diacres de l'Église protestante de Genève, après des débats au sein de cette église pour diriger cette institution. Dans un entretien à la Tribune de Genève, elle raconte : « Je leur ai dit clairement que je ne serai pas leur Amélie Poulain. Je voulais me détacher d'emblée de cette idée de la femme maternante, encore bien présente dans l'esprit collectif. J'étais là pour gérer, soutenir, encourager, voire admonester tous ces pasteurs, et je vous assure que la tâche n'a pas toujours été si simple ». En 2006, au terme de son mandat de trois ans, elle accepte de diriger le Musée international de la Réforme, poste dont elle démissionne en février 2016. Elle est pasteure à Prilly-Jouxtens depuis l'été 2018.
Elle est également connue pour avoir démontré le rôle clef joué par Marie Dentière dans la Réforme à Genève et avoir fait inscrire le nom de celle-ci sur le Mur des Réformateurs à Genève en 2002.

## Distinctions
- 2010 :
  - chevalière de l'ordre national du Mérite[13] ;
  - prix de l'Union suisse des attachés de presse[14].

## Sélection de publications
- « La Parole dans tous ses états », Bulletin du Centre protestant d'études (CPE), no 3, 1988, p. 5-31.
- « La rhétorique entre bonne et mauvaise foi », Perspectives missionnaires no 18, 1989, p. 38-57[15].
- « Le renoncement », Bulletin du CPE, no 2, 1990, p. 17-20.
- « La richesse littéraire d'Élie Wiesel », Bulletin du CPE, nos 7-8, 1990, et in Présence d'Elie Wiesel, Genève, Labor et Fides, 1991, p. 13-24.
- « La parole confessante, entre rite et vérité, un point de vue linguistique sur les confessions de foi », Bulletin du CPE, no 8, 1991, p. 33-44.
- « L'être humain devant Dieu », « Couple et famille », « Parole et sacrements » : 3 articles pour la série « Je crois » de la FEPS, parue dans les principaux journaux protestants de Suisse (1992-93). Traduction dans Ich Glaube, Baden, Verlag Merker, 1993, p. 45-47, 61-63, 73-75.  (ISBN 978-3-85648-107-0).
- (en) Reflections on European Feminist Theology, in Women's Visions. Theological Reflections, Celebration, Action,  Ofelia Ortega (dir.), Genève, WCC, 1995, p. 52-60.
- « Athanase Coquerel », in Encyclopédie du Protestantisme, Pierre Gisel (dir.), Genève/Paris, Labor et Fides/Le « Cerf, » 1995, p. 254-255. (ISBN 2-8309-1218-7).
- « Les couples bibliques à la recherche du divin », Bulletin du CPE, no 2, 1996, p. 3-30.
- « La théologie féministe en Suisse. Dialogue avec Ina Praetorius », Jahrbuch der Europäischen Gesellschaft für Frauen in der theologischen Forschung no 4, 1996, p. 116-128.
- « De la conversation à la conversion : actualité des chemins homilétiques », Revue de Théologie et de Philosophie, no 3, 1997, p. 209-223.
- « Étude critique : L'identité protestante revisitée. L'Encyclopédie du protestantisme », Revue de Théologie et de Philosophie, no 4, 1997, p. 341-355.
- « Théologie et féminisme : de l'affrontement à l'embellie », p. 149-160, in Où va Dieu ? Revue de l'université de Bruxelles, Bruxelles, éditions Complexes, 1999.
- « De l'altérité à l'humanité. Clés pour une anthropologie inclusive », in La reconnaissance des couples homosexuels, François Dermange, Céline Ehrwein, Denis Müller (dir.), Genève, Labor et Fides, 2000, p. 83-91  (ISBN 978-2-8309-0978-4).
- (en) « From Impasse to Passage. Reflections on the Church », The Ecumenical Review, 53/1, 2001, p. 25-35.
- avec Pierre Bühler et Christoph D. Müller (dir.), Qui a peur des homosexuel-les ? Évaluation et discussion des prises de position des Églises protestantes de Suisse, Genève, Labor et Fides, 2001[16].
- « Lectures féministes de la Bible », in Dieu à la page, Paris, Université d’été Assomptionniste, 2002, p. 197-211  (ISBN 9782951069220).
- « Dieu masculin », in Dieu, vingt-six portraits bibliques, P. Gibert et D. Marguerat (dir.), Paris, Bayard, 2002, p. 113-122  (ISBN 2-227-47088-7).
- Vie et légendes de Marie Dentière (1495-1561) (Biographie / Bulletin vol. 55), Genève, Centre protestant d'études, 2003, 32 p., 21 cm (OCLC 717885212, SUDOC 224007459, présentation en ligne).
- « L’ecclésiologie en héritage : de l'impasse au passage », Études Théologiques et Religieuses, 78/3, 2003, p. 351-366.
- « Préface », in Emma Pieczynska-Reichenbach, Lettres, Isabelle Graesslé (éd.), Le-Mont-sur-Lausanne, Editions Ouverture, 2004  (ISBN 9782884130967).
- Réminiscences. Un parcours au Musée international de la Réforme, Le-Mont-sur-Lausanne, éditions Genoud, 2006. [sans ISBN].
- Prier 7 Jours avec la Bible. L’Évangile de Matthieu, Paris, éditions Bayard, 2007  (ISBN 2227476664).
- « L’héritage de Jean Calvin », in À la découverte de Jean Calvin, Olivier Abel et alii, Lyon, éditions Olivétan, 2009, p. 77-87.
- Une journée dans la vie de Calvin, catalogue de l'exposition temporaire du Musée international de la Réforme, Genève, MIR, 2009  (ISBN 9782839905077).
- « Calvin et les femmes, les femmes de Calvin… Entre irritation et admiration », Bulletin du CPE, 62/3, 2010, p. 3-22.
- Jean Calvin, un moment de l’histoire genevoise, Zürich, OSL, 2010  (ISBN 978-3-7269-0541-5).
- « Le Musée international de la Réforme ou le patrimoine immatériel revisité », Bulletin de la Société de l'histoire du protestantisme français, 157, octobre-novembre-décembre 2011, p. 567-581.
- « Passage » in Retour d'y voir. Une scène romande, numéros six sept huit, Mamco, Genève, 2013, p. 374-392  (ISBN 978-2-94015-961-1).
- (de) « Eine Reformation in der Reformation. Porträts von Frauen des 16. Jahrhunderts » in Rebecca A. Giselbrecht und Sabine Scheuter (dir.), Hör nicht auf zu singen. Zeuginnen der Schweizer Reformation, Zurich, Theologisches Verlag Zurich, 2016, p. 61-79  (ISBN 978-3-290-17850-5).
- « Le ciel devant soi, ou l'impossible rencontre », Catalogue de l'exposition Le Ciel devant soi, Photographie et architecture religieuse, Toulouse, Couvent des Jacobins (du 1er juin au 17 septembre), Paris / Toulouse, Somogy / Couvent des Jacobins, 2017, p. 135-141  (ISBN 978-2-7572-1259-2).
- « Un sucre ou pas du tout ? ou comment Genève est devenue la Rome protestante », in Uncommon Genève, éditions Uncommon et Georg, Malte, 2019, p. 31-37  (ISBN 978-2-8257-11095).